# Алькантара, Паулино
Паули́но Алька́нтара Рьестра́ (исп. Paulino Alcántara Riestrá; 7 октября 1896, Илоило, Испанская Ост-Индия — 13 февраля 1964, Барселона, Испания) — испанский футболист филиппинского происхождения. Является одним из лучших нападающих за всю историю футбольного клуба «Барселона», забив за клуб 369 мячей в 357 официальных и товарищеских играх, а также самым молодым игроком «Барсы», когда-либо выходившим на поле.

## Клубная карьера

### Дебют в 15 лет
Паулино Алькантара родился на Филиппинах в семье каталонца и филиппинки, но позже с родителями переехал в Испанию. Паулино вырос в Барселоне и первоначально играл за клуб «Галено», прежде чем его обнаружил Жоан Гампер, который отвёл юного Паулино в «Барселону». Его дебют в команде состоялся в матче чемпионата Каталонии против клуба «Катала» 25 февраля 1912 года, на тот момент Паулино было только 15 лет, 4 месяца и 18 дней. В том матче «Барселона» выиграла со счётом 9:0, а Алькантара забил первые три мяча. Алькантара стал первым филиппинским, и вообще азиатским, игроком в европейском клубе.
Среди его одноклубников на тот момент были такие футболисты как Франциско Бру, Джек Гринуэлл и Рома Форнс. Паулино помог клубу завоевать кубок Испании в 1913 году и победу в чемпионате Каталонии в 1916 году.

#### Возвращение на Филиппины
В 1916 году Алькантаре с родителями пришлось принять решение вернуться на Филиппины. Там Паулино продолжил свои исследования в области медицины, но и не забыл о футболе и стал выступать за клуб «Богемия Спортинг» из Манилы. В 1917 году Паулино представлял сборную Филиппин на Дальневосточных играх в Токио. 10 сентября 1917 года Алькантара помог сборной Филиппин обыграть сборную Японии со счётом 15:2, эта победа является самой крупной для сборной Филиппин. Паулино также представлял Филиппины на международных турнирах в настольный теннис. Между тем «Барселона» не смогла завоевать главных трофеев в его отсутствие, и тогда клуб заявил, что вернёт Алькантару в Испанию. Паулино в то время болел малярией и, по-видимому, отказался принимать предписанные лекарства до тех пор, пока его родители не позволят ему вернуться в Испанию.

#### Золотой век
Вернувшись в Испанию, Паулино вернулся и в клуб «Барселона». К этому времени бывший капитан команды, а теперь и главный тренер Джек Гринуэлл решил поэкспериментировать с Паулино, выставив его на поле в качестве защитника, но протесты со стороны болельщиков подвигнули Гринуэлла вернуть Алькантару в линию нападения. В 1919 году Паулино помог клубу выиграть ещё один чемпионат Каталонии. Клуб также достиг и финала кубка Испании, но в нём уступил в дополнительном тайме клубу «Аренас Хечо» со счётом 5:2. В 1920 году «Барселона» вновь выиграла чемпионат Каталонии и кубок Испании, Алькантара отметился двумя мячами в финале кубка Испании против «Атлетик Бильбао», матч завершился со счётом 2:0. Наряду с Алькантарой на тот момент в «Барселоне» появилось несколько великих игроков, таких как Сагибарбэ, Рикардо Самора, Хосеп Самитер и Феликс Сесумага.
Последние победы «Барселоны» ознаменовали начало первой золотой эры, когда клуб доминировал как в чемпионате так и в кубке, а Паулино был частью этой золотой эры. В 1922 году Алькантаре забил два мяча в финале кубка Испании против «Реал Униона», матч закончился победой «Барсы» со счётом 5:1. В финале кубка Испании 1926 году Паулино забил решающий мяч в дополнительное время в матче против «Атлетико Мадрида», итоговый счётом зафиксировал победу «Барселоны» со счётом 3:2.

## Карьера в сборной
Алькантара в 1915 году дебютировал в сборной Каталонии. В период между 1915 и 1924 года Паулино провёл по крайней мере 6 игр и забил 4 мяча. Однако подтверждения этой статистики не сохранилось, возможно Паулино сыграл и забил больше. Играя в сборных Каталонии и Филиппин, где он провёл 5 матчей и забил 14 голов, Паулино успел сыграть и за сборную Испании.
В 1920 году, Алькантара, вместе с Рикардо Саморой, Хосепом Самитерой и Феликсом Сесумагой были выбраны для представления Испании на Олимпийских Играх, которые должны были пройти в бельгийском городе Антверпен. Вместо олимпийских игр Алькантара предпочёл остаться дома и продолжать сдавать медицинские экзамены. В конце концов Паулино дебютировал за Испанию в возрасте 25 лет 7 октября 1921 года в матче против сборной Бельгии, забив оба мяча в матче. Впоследствии Алькантара 6 раз сыграл за сборную Испании и забил 6 мячей.

## Завершение футбольной карьеры
В 1927 году после завершения карьеры игрока, Паулино в возрасте 31 года стал врачом. 5 июля 1927 года «Барселона» сыграла товарищеский матч против сборной Испании, в честь Алькантаро. Позже Паулино выполнял функции директора клуба между 1931 и 1934 годом. В 1951 году Алькантара был одним из трех кандидатов на пост главного тренера сборной Испании, впоследствии при нём сборная провела только три матча.
В 1930-е годы Паулино Алькантара был членом фашистской партии Испанской фаланги. 4 августа 1936 года, после провалившейся попытки фалангистов захватить Барселону, бежал в Андорру, откуда перебрался во Францию. В том же году Алькантара присоединился к карлистам и добровольцем участвовал в Гражданской войне на стороне националистов Франсиско Франко. Был лейтенантом первого батальона бригады легионеров «Чёрные стрелы» (исп. Frecce Nere) добровольческого корпуса Corpo Truppe Volontarie, которым руководил Бенито Муссолини. В составе «Чёрных стрел» Алькантара воевал на фронтах в Гвадалахаре, Арагоне и Каталонии. Вместе с генералом Хуаном Ягуэ победоносно вошёл в Барселону 26 января 1939 года. После окончания гражданской войны Паулино Алькантара жил в Барселоне. Во время существования Испанского государства Алькантара был главой правящей и единственной в стране партии, Испанской фаланги.
Умер Паулино Алькантара 13 февраля 1964 года в возрасте 67 лет в Барселоне.

## Достижения
«Барселона»
- Чемпион Каталонии (10): 1913, 1916, 1919, 1920, 1921, 1922, 1924, 1925, 1926, 1927
- Обладатель Кубка Испании (5): 1913, 1920, 1922, 1925, 1926

## Статистика выступлений

### Клубная статистика
| Клуб                 | Сезон                | Чемпионат Каталонии | Чемпионат Каталонии | Кубок Испании | Кубок Испании | Прочие | Прочие | Итого | Итого | Товарищеские матчи | Товарищеские матчи | Всего | Всего |
| Клуб                 | Сезон                | Игры                | Голы                | Игры          | Голы          | Игры   | Голы   | Игры  | Голы  | Игры               | Голы               | Игры  | Голы  |
| -------------------- | -------------------- | ------------------- | ------------------- | ------------- | ------------- | ------ | ------ | ----- | ----- | ------------------ | ------------------ | ----- | ----- |
| Барселона            | 1911/12              | 1                   | 3                   | 0             | 0             | 0      | 0      | 1     | 3     | 4                  | 2                  | 5     | 5     |
| Барселона            | 1912/13              | 0                   | 0                   | 2             | 0             | 3      | 8      | 5     | 8     | 20                 | 22                 | 25    | 30    |
| Барселона            | 1913/14              | 3                   | 1                   | 0             | 0             | 4      | 0      | 7     | 1     | 30                 | 23                 | 37    | 24    |
| Барселона            | 1914/15              | 7                   | 4                   | 0             | 0             | 2      | 0      | 9     | 4     | 23                 | 29                 | 32    | 33    |
| Барселона            | 1915/16              | 11                  | 25                  | 4             | 4             | -      | -      | 15    | 29    | 14                 | 12                 | 29    | 41    |
| Барселона            | Итого                | 22                  | 33                  | 6             | 4             | 9      | 8      | 37    | 45    | 91                 | 88                 | 128   | 133   |
| Богемиан             | 1916/17              | ?                   | ?                   | -             | -             | -      | -      | ?     | ?     | ?                  | ?                  | ?     | ?     |
| Богемиан             | 1917/18              | ?                   | ?                   | -             | -             | -      | -      | ?     | ?     | ?                  | ?                  | ?     | ?     |
| Богемиан             | Итого                | 23                  | 24                  | 0             | 0             | 0      | 0      | 23    | 24    | ?                  | ?                  | 23+   | 24+   |
| Барселона            | 1917/18              | 0                   | 0                   | 0             | 0             | 2      | 0      | 2     | 0     | 4                  | 4                  | 6     | 4     |
| Барселона            | 1918/19              | 12                  | 11                  | 5             | 6             | -      | -      | 17    | 17    | 21                 | 29                 | 38    | 46    |
| Барселона            | 1919/20              | 9                   | 14                  | 3             | 3             | -      | -      | 12    | 17    | 29                 | 34                 | 41    | 51    |
| Барселона            | 1920/21              | 8                   | 7                   | 0             | 0             | -      | -      | 8     | 7     | 11                 | 13                 | 19    | 20    |
| Барселона            | 1921/22              | 8                   | 19                  | 4             | 8             | -      | -      | 12    | 27    | 12                 | 18                 | 24    | 45    |
| Барселона            | 1922/23              | 8                   | 7                   | 0             | 0             | -      | -      | 8     | 7     | 32                 | 32                 | 40    | 39    |
| Барселона            | 1923/24              | 7                   | 4                   | 7             | 8             | -      | -      | 14    | 12    | 36                 | 29                 | 50    | 41    |
| Барселона            | 1924/25              | 1                   | 0                   | 2             | 0             | -      | -      | 3     | 0     | 10                 | 4                  | 13    | 4     |
| Барселона            | 1925/26              | 14                  | 4                   | 6             | 3             | -      | -      | 20    | 7     | 8                  | 7                  | 28    | 14    |
| Барселона            | 1926/27              | 3                   | 2                   | 4             | 2             | -      | -      | 7     | 4     | 10                 | 6                  | 17    | 10    |
| Барселона            | 1932/33              | -                   | -                   | -             | -             | -      | -      | 0     | 0     | 1                  | 0                  | 1     | 0     |
| Барселона            | Итого                | 70                  | 68                  | 31            | 30            | 2      | 0      | 103   | 98    | 174                | 176                | 277   | 274   |
| Всего за «Барселону» | Всего за «Барселону» | 92                  | 101                 | 37            | 34            | 11     | 8      | 140   | 143   | 265                | 264                | 405   | 407   |
| Всего за карьеру     | Всего за карьеру     | 115                 | 125                 | 37            | 34            | 11     | 8      | 163   | 167   | 265+               | 264+               | 428+  | 431+  |

Источник:
- Paulino Alcántara Riestra stats (англ.). FC Barcelona Players. Дата обращения: 8 августа 2025.

### Список хет-триков
| #  | Соперник          | Счёт | Дата            | Соревнование                |
| -- | ----------------- | ---- | --------------- | --------------------------- |
| 1  | Катала            | 9:0  | 25 февраля 1912 | Чемпионат Каталонии 1911/12 |
| 2  | Катала            | 11:1 | 15 июня 1913    | Чемпионат Каталонии 1912/13 |
| 3  | Увениверситари6   | 12:2 | 7 ноября 1915   | Чемпионат Каталонии 1915/16 |
| 4  | Бадалона          | 11:1 | 28 ноября 1915  | Чемпионат Каталонии 1915/16 |
| 5  | Сабадель          | 5:0  | 12 декабря 1915 | Чемпионат Каталонии 1915/16 |
| 6  | Мадрид            | 6:6  | 13 апреля 1916  | Кубок Испании 1916          |
| 7  | Атлетик Сабадель  | 8:0  | 10 ноября 1918  | Чемпионат Каталонии 1918/19 |
| 8  | Европа            | 8:2  | 2 марта 1919    | Чемпионат Каталонии 1918/19 |
| 9  | Интернасьонал     | 6:1  | 26 октября 1919 | Чемпионат Каталонии 1919/20 |
| 10 | Сабадель4         | 4:0  | 11 января 1920  | Чемпионат Каталонии 1919/20 |
| 11 | Эспанья           | 4:0  | 25 января 1920  | Чемпионат Каталонии 1919/20 |
| 12 | Эспаньол          | 9:0  | 20 ноября 1921  | Чемпионат Каталонии 1921/22 |
| 13 | Эспаньол          | 10:0 | 22 января 1922  | Чемпионат Каталонии 1921/22 |
| 14 | Сабадель          | 5:0  | 29 января 1922  | Чемпионат Каталонии 1921/22 |
| 15 | Авенч дель Спорт4 | 8:1  | 12 февраля 1922 | Чемпионат Каталонии 1921/22 |
| 16 | Севилья           | 7:1  | 19 марта 1922   | Кубок Испании 1922          |
| 17 | Спортинг          | 7:2  | 9 апреля 1922   | Кубок Испании 1922          |
| 18 | Авенч дель Спорт  | 4:1  | 22 октября 1922 | Чемпионат Каталонии 1922/23 |
| 19 | Эспаньол          | 5:1  | 18 марта 1923   | Чемпионат Каталонии 1922/23 |
| 20 | Мартиненц4        | 9:0  | 18 ноября 1923  | Чемпионат Каталонии 1923/24 |
| 21 | РСА Стэдиум4      | 8:1  | 23 марта 1924   | Кубок Испании 1924          |
| 22 | РСА Стэдиум       | 9:0  | 30 марта 1924   | Кубок Испании 1924          |

Итого: 17 хет-трика, 4 покера, 1 гекса-трик. В чемпионате Каталонии — 17, в Кубке Испании — 5.